# Castello di Kendal
Il castello di Kendal è una fortificazione medievale ad est di Kendal, Cumbria, nell'Inghilterra settentrionale. Il castello è stato costruito nel XII secolo, sulla cima di un drumlin, come caput baroniae della baronia di Kendal.